# كريستيان لوتشيان مونتيانو
كريستيان لوتشيان مونتيانو (بالرومانية: Cristian Lucian Munteanu)‏ (17 أكتوبر 1980 بأراد في رومانيا - ) هو لاعب كرة قدم روماني في مركز قلب الدفاع. لعب مع بيهور أوراديا وجامعة كلوج ونادي براشوف ونادي بوليتكنيكا ياشي ونادي تارغو موريش ونادي فيتورول كونستانتا وAFC Săgeata Năvodari ‏ وبوليتنيكا ياشي وFC Sopron ‏.

## وصلات خارجية
- كريستيان لوتشيان مونتيانو على موقع قاعدة بيانات كرة القدم.إي يو (الإنجليزية)
- كريستيان لوتشيان مونتيانو على موقع Soccerway.com (الإنجليزية)
- كريستيان لوتشيان مونتيانو على موقع عالم كرة القدم.نت (الإنجليزية)